# Idiochlora xanthochlora
Idiochlora xanthochlora là một loài bướm đêm trong họ Geometridae.